# Rubin Hebaj
Rubin Hebaj (ur. 30 lipca 1998 w Szkodrze) – albański piłkarz, grający na pozycji napastnika w Nasaf Karszy.

## Kariera piłkarska

### Kariera klubowa
Wychowanek klubu KF Vllaznia, w barwach którego w 2015 rozpoczął karierę piłkarską. Latem 2017 przeszedł do NK Domžale. 28 lipca 2018 został wypożyczony do Partizani Tirana. 12 sierpnia 2019 przeniósł się do Worskły Połtawa. 18 grudnia 2019 opuścił połtawski klub.

### Kariera reprezentacyjna
W 2014 występował w juniorskiej reprezentacji Albanii. Potem bronił barw reprezentacji U-19. W 2017 występował w młodzieżówce.

## Sukcesy i odznaczenia

### Sukcesy klubowe
Partizani Tirana
- mistrz Albanii: 2018/19